# Драганићи
Драганићи су насеље у Србији у општини Рашка у Рашком округу. Према попису из 2022. било је 310 становника.

## Демографија
У насељу Драганићи живи 277 пунолетних становника, а просечна старост становништва износи 38,1 година (37,4 код мушкараца и 38,8 код жена). У насељу има 101 домаћинство, а просечан број чланова по домаћинству је 3,47.
Ово насеље је великим делом насељено Србима (према попису из 2002. године), а у последња три пописа, примећен је пораст у броју становника.
|  |

| Демографија | Демографија | Демографија |
| Година      | Становника  | Становника  |
| ----------- | ----------- | ----------- |
| 1948.       | 199         |             |
| 1953.       | 202         |             |
| 1961.       | 230         |             |
| 1971.       | 251         |             |
| 1981.       | 256         |             |
| 1991.       | 319         | 319         |
| 2002.       | 350         | 350         |

| Етнички састав према попису из 2002.‍ | Етнички састав према попису из 2002.‍ | Етнички састав према попису из 2002.‍ | Етнички састав према попису из 2002.‍ | Етнички састав према попису из 2002.‍ |
| ------------------------------------ | ------------------------------------ | ------------------------------------ | ------------------------------------ | ------------------------------------ |
|                                      |                                      |                                      |                                      |                                      |
| Срби                                 | Срби                                 |                                      | 348                                  | 99,42%                               |
| Македонци                            | Македонци                            |                                      | 1                                    | 0,28%                                |
| непознато                            | непознато                            |                                      | 1                                    | 0,28%                                |

| Година пописа     | 1948. | 1953. | 1961. | 1971. | 1981. | 1991. | 2002. |
| ----------------- | ----- | ----- | ----- | ----- | ----- | ----- | ----- |
| Број домаћинстава | 32    | 35    | 42    | 54    | 66    | 86    | 101   |

| Број чланова      | 1 | 2  | 3  | 4  | 5  | 6 | 7 | 8 | 9 | 10 и више | Просек |
| ----------------- | - | -- | -- | -- | -- | - | - | - | - | --------- | ------ |
| Број домаћинстава | 9 | 22 | 22 | 26 | 12 | 5 | 4 | 0 | 1 | 0         | 3,47   |

| Пол    | Укупно | Неожењен/Неудата | Ожењен/Удата | Удовац/Удовица | Разведен/Разведена | Непознато |
| ------ | ------ | ---------------- | ------------ | -------------- | ------------------ | --------- |
| Мушки  | 143    | 39               | 96           | 8              | 0                  | 0         |
| Женски | 152    | 30               | 97           | 22             | 2                  | 1         |
| УКУПНО | 295    | 69               | 193          | 30             | 2                  | 1         |

| Пол    | Укупно                    | Пољопривреда, лов и шумарство | Рибарство                            | Вађење руде и камена | Прерађивачка индустрија       |
| ------ | ------------------------- | ----------------------------- | ------------------------------------ | -------------------- | ----------------------------- |
| Мушки  | 76                        | 14                            | 0                                    | 2                    | 27                            |
| Женски | 78                        | 39                            | 0                                    | 0                    | 14                            |
| УКУПНО | 154                       | 53                            | 0                                    | 2                    | 41                            |
| Пол    | Производња и снабдевање   | Грађевинарство                | Трговина                             | Хотели и ресторани   | Саобраћај, складиштење и везе |
| Мушки  | 5                         | 4                             | 3                                    | 2                    | 9                             |
| Женски | 1                         | 0                             | 2                                    | 3                    | 1                             |
| УКУПНО | 6                         | 4                             | 5                                    | 5                    | 10                            |
| Пол    | Финансијско посредовање   | Некретнине                    | Државна управа и одбрана             | Образовање           | Здравствени и социјални рад   |
| Мушки  | 0                         | 1                             | 5                                    | 2                    | 0                             |
| Женски | 0                         | 5                             | 3                                    | 3                    | 4                             |
| УКУПНО | 0                         | 6                             | 8                                    | 5                    | 4                             |
| Пол    | Остале услужне активности | Приватна домаћинства          | Екстериторијалне организације и тела | Непознато            | Непознато                     |
| Мушки  | 0                         | 0                             | 0                                    | 2                    | 2                             |
| Женски | 0                         | 0                             | 0                                    | 3                    | 3                             |
| УКУПНО | 0                         | 0                             | 0                                    | 5                    | 5                             |